# The Adventures of Lomax
Pour les articles homonymes, voir Lomax.
The Adventures of Lomax est un jeu vidéo de plates-formes développé et édité par Psygnosis en 1996 sur PlayStation et Windows. Le jeu est un spin-off tiré de la série Lemmings. Il met en scène Lomax, un lemming qui doit sauver ses congénères à travers de nombreux niveaux de plates-formes en scrolling horizontal.
Le jeu a été conçu par Erwin Kloibhofer et Henk Nieborg, les créateurs de Lionheart (1993) et The Misadventures of Flink (1994).

## Système de jeu
Les Lemmings, créatures aux cheveux verts et à la robe violette, ont été ensorcelés par Evil Ed. Le joueur doit alors guider Lomax, un chevalier lemming à travers plus de quarante niveaux aux thèmes variés (collines, paysages engloutis, cimetière...). En traversant ces niveaux, le joueur a l'occasion de libérer les lemmings (transformés en zombis, enfermés dans des tonneaux...) en les frappant afin de leur rendre leur forme originelle.
Au fil du jeu, Lomax obtiendra de nouvelles capacités (que l'on trouve dans les vases disséminés dans les niveaux), propres à l'espèce des lemmings et à son casque, qui l'aideront dans sa progression :
- L'attaque tournoyante (attaque de base)
- Le casque magique (permettant de toucher les ennemis à distance, mais également d'absorber une attaque. Dans ce cas, le casque disparaitra)
- Le casque enflammé (permettant de toucher plusieurs ennemis au lieu d'un lors d'un lancer. Limité en utilisation)
- Le casque-grappin (permettant de s'agripper aux plates-formes flottant en hauteur, ou bien de traverser des gouffres. Limité en utilisation)
- Le casque-planeur (permettant de sauter plus haut et de planer durant un certain laps de temps. Limité en utilisation)
- Construction de ponts (place une passerelle permettant d'atteindre les endroits en hauteur. Limité en utilisation)
- Forage de galeries (permet de creuser dans les murs de poussière. Limité en utilisation).

Les lemmings permettent également d'ouvrir un niveau bonus : une fois un certain nombre de lemmings libérés (sans perdre de continue), le portail de fin de niveau se transforme et nous téléporte vers un monde dans lequel le but est de récolter un maximum de pièces et d'atteindre la sortie avant la fin du temps imparti.

## Accueil
- Dengeki PlayStation : 60 % / 55 %[2]
- GameSpot : 7,7/10[3]